# Por las noches (canción de Peso Pluma)
«Por las noches» es una canción grabada e interpretada por el cantante de música regional mexicana Peso Pluma. La canción fue escrita por el cantante en su totalidad. Se lanzó como sencillo el 11 de junio de 2021 a través de la compañía discográfica independiente El Cartel de Los Ángeles.
Líricamente la canción habla de la ruptura de una pareja la cual ya le es imposible regresar a una relación y el dolor emocional que se siente después de esto. El sencillo se hizo viral en la plataforma de videos cortos TikTok a principios de 2023, por lo que en enero de ese año incrementaron sus reproducciones en plataformas de música.«Por las noches» alcanzó el puesto número 28 en la lista Billboard Hot 100 siendo su tercera entrada a ese listado, lo que hizo que igualara en ese momento el récord de Paulina Rubio como el mexicano con más entradas. Eso también le dio a Peso Pluma su primer éxito en solitario en streaming y en ventas.

## Recepción

### Comentarios de la crítica y los medios
Lucas Escobar Calle de Univisión expresó: "Esta canción demuestra que su éxito no está solo en las colaboraciones y que en solitario también puede crear éxitos".

### Desempeño comercial
La canción debutó en el puesto 36 de la lista Hot Latin Songs de Estados Unidos la semana del 5 de febrero de 2023, un año y medio después de su lanzamiento como sencillo. La semana del 5 de marzo, entró a la Global 200 debutando en el número 150, de igual manera ingresó a lista musical más importante de ese país, la Billboard Hot 100 en la posición número 92, la semana del 19 de marzo del mismo año. En México la canción entró a la lista Mexico Songs en la posición 16 la semana del 19 de marzo. Y en Ecuador la semana del 23 de abril debutó en la posición 24.

## Video musical
Un video musical se lanzó el 23 de noviembre de 2022 publicándose en el canal oficial de YouTube de Prajin Music Group. Fue dirigido por Shot X Concrete y ha acumulado más de 110 millones de reproducciones, logró llegar al top 10 de videos en tendencias en México en abril de 2023.

## Posicionamiento en listas
| Lista (2023)                       | Mejor posición |
| ---------------------------------- | -------------- |
| Argentina (Hot 100)                | 72             |
| Bolivia (Bolivia Songs)            | 21             |
| Ecuador (Ecuador Songs)            | 20             |
| Estados Unidos (Billboard Hot 100) | 28             |
| Estados Unidos (Hot Latin Songs)   | 4              |
| Global 200 (Billboard)             | 16             |
| México (Mexico Songs)              | 5              |

## Remix
Se lanzó una versión remix de la canción el 27 de febrero de 2023 junto a la cantante argentina de música urbana Nicki Nicole, escrita por ambos artistas y producida por Peso Pluma, George Prajin, Jesús Iván Leal Reyes, Jesús Roberto Laija García y Ernesto Fernández. Musicalmente a la pista de la canción se le añadieron sonidos más acústicos, rancheros y arreglos de mariachi a diferencia de la versión original. El lanzamiento fue a través de Prajin Parlay y Sony Music Latin.

### Antecedentes
Peso Pluma dijo en una entrevista que Nicki fue quién lo había contactado primero para regrabar la canción juntos, dejando claro que le gustaba escucharla. Él accedió de inmediato a esto.

### Recepción

#### Comentarios de la crítica y los medios
Gilberto Coronel del periódico El Debate la nombró como: "La fusión de dos talentos que resultó ser un rotundo éxito". Masiel Ágreda de MVS la calificó como "un tema de desamor" y se mostró positiva ante la buena recepción del público. Julián Jaramillo del sitio AllAccess México expresó que era: "Una colaboración orgánica entre los dos" y culminó con: "Nicki Nicole aporta mucho a la pista con su voz única y su historia romántica personal". Valentina Cardona de Fame Magazine se refirió a la canción como "una pista conmovedora y poderosa". Jessica Roiz de la revista Billboard opinó de la canción: "...es una canción hermosa en que se mezcla con la voz suave y dulce de Nicki".

### Video musical
Un video musical se estrenó el 1 de marzo de 2023 en el que aparecen ambos artistas. El video fue grabado en Valparaíso, Chile y fue dirigido por Pepe Garrido, producido por Patricio Zapata y protagonizado por el actor chileno Daniel Antivilo. El día de su publicación, el video alcancó el puesto #2 en tendencias en México.